# Balcanización

Ejemplo histórico de balcanización: fragmentación de Yugoslavia.

Balcanización es un término del idioma español de origen francés que significa la desmembración de un país en partes enfrentadas y que también puede emplearse en sentido figurado.
En geopolítica originalmente ha sido usado para describir el proceso de desmembración ocurrido en la península de los Balcanes. Un proceso de fragmentación o división en partes o estados más pequeños y étnicamente homogéneos que fueron, por lo general, mutuamente hostiles y no cooperan entre sí. El término surgió a raíz del surgimiento de nuevos Estados en la península balcánica tras las guerras de los Balcanes (1912-1913), y volvió a ganar vigencia con las guerras yugoslavas que dieron lugar a la disolución de Yugoslavia entre finales del siglo XX y principios del XXI.
Por extensión, el término «balcanización» se ha usado para describir los procesos de división política, como el ocurrido con el Imperio español en las Guerras de independencia hispanoamericanas ocurrida en las primeras décadas del siglo XIX,  o para intentos de secesión y división de países como España por parte de los separatismo catalán (Cataluña, Baleares, Comunidad Valenciana) y el separatismo vasco (País Vasco y Navarra), y con el nacionalismo gallego. Además de la formación de identidades separadas en algunas sociedades, tales como los ocurridos a finales del siglo XX en América Latina, muchos con orígenes en movimientos nacionalistas, tal como se ha descrito en Bolivia. 

## Otros usos del término
El término se usa también para describir otras formas de desintegración, incluyendo, por ejemplo, la subdivisión de Internet en enclaves separados, y la ruptura de acuerdos de cooperación debido al surgimiento de entidades competidoras enfrascadas en luchas del tipo beggar-my-neighbor (empobrecer al vecino).
El término también es empleado para referirse a la divergencia, que ocurre en el tiempo, de los idiomas, los lenguajes de programación y los formatos de archivos de datos (en particular del XML).